# Ove Gansmoe
Hans Gustav Ove Gansmoe (i riksdagen kallad Gansmoe i Hägersten senare Gansmoe i Bandhagen ), född 27 maj 1917 i Hedvig Eleonora församling, död 22 november 1989 i Hönö, Öckerö församling, var en stadsmissionär och politiker (högerpartiet).
Gansmoe var riksdagsledamot för högerpartiet i riksdagens andra kammare från 1958.